# جبال هيدا

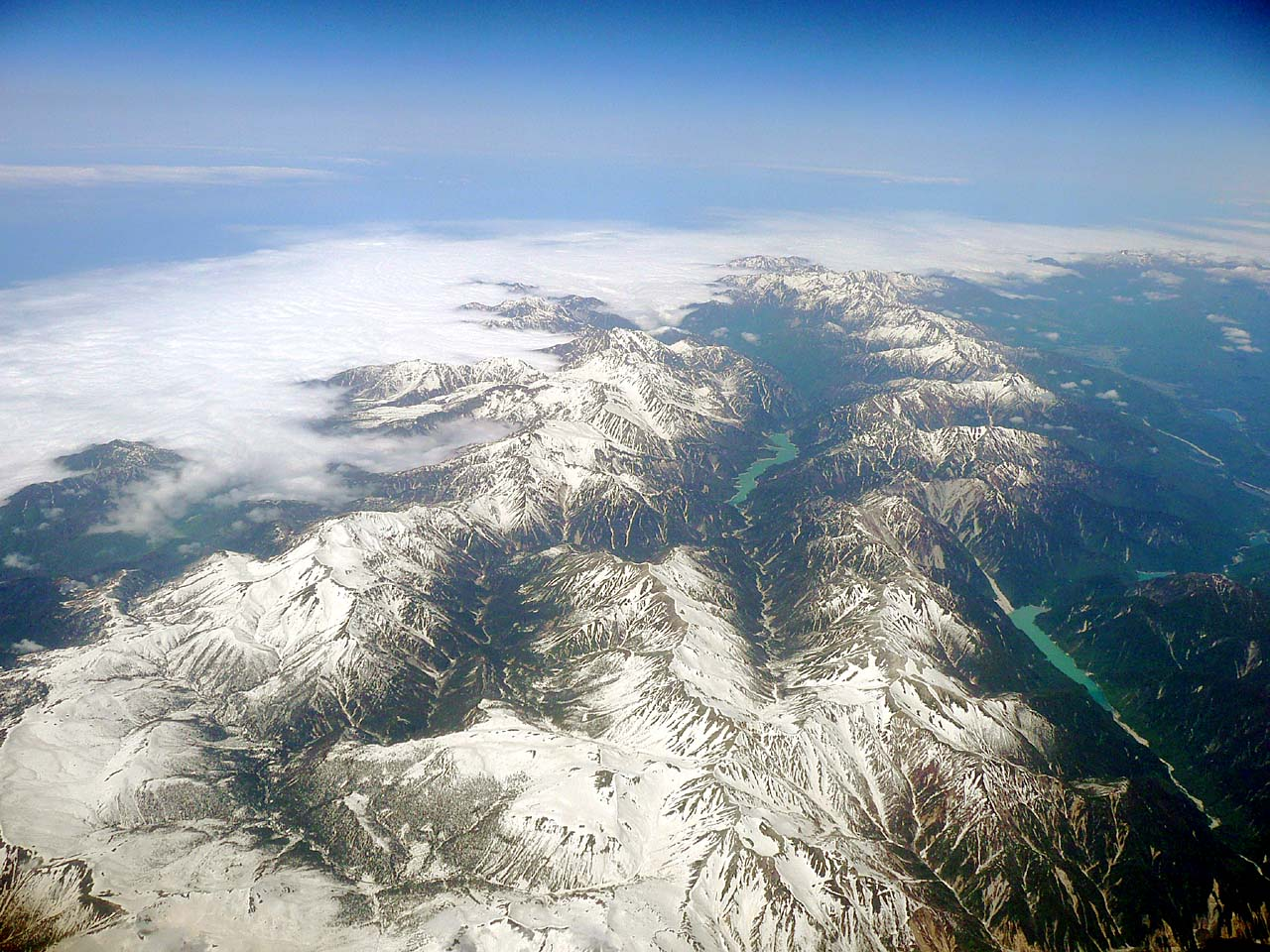
نهر كوروبي يمر الجزء من جبال هيدا

جبال هيدا (باليابانية:飛騨山脈) (بالإنجليزية:Hida Mountains)، هي منطقة جبلية طبيعية باليابان، وتقع مابين المحافظات اليابانية الأربع وهي: نيجاتا، توياما، ناغانو وغيفو.

## معرض صور

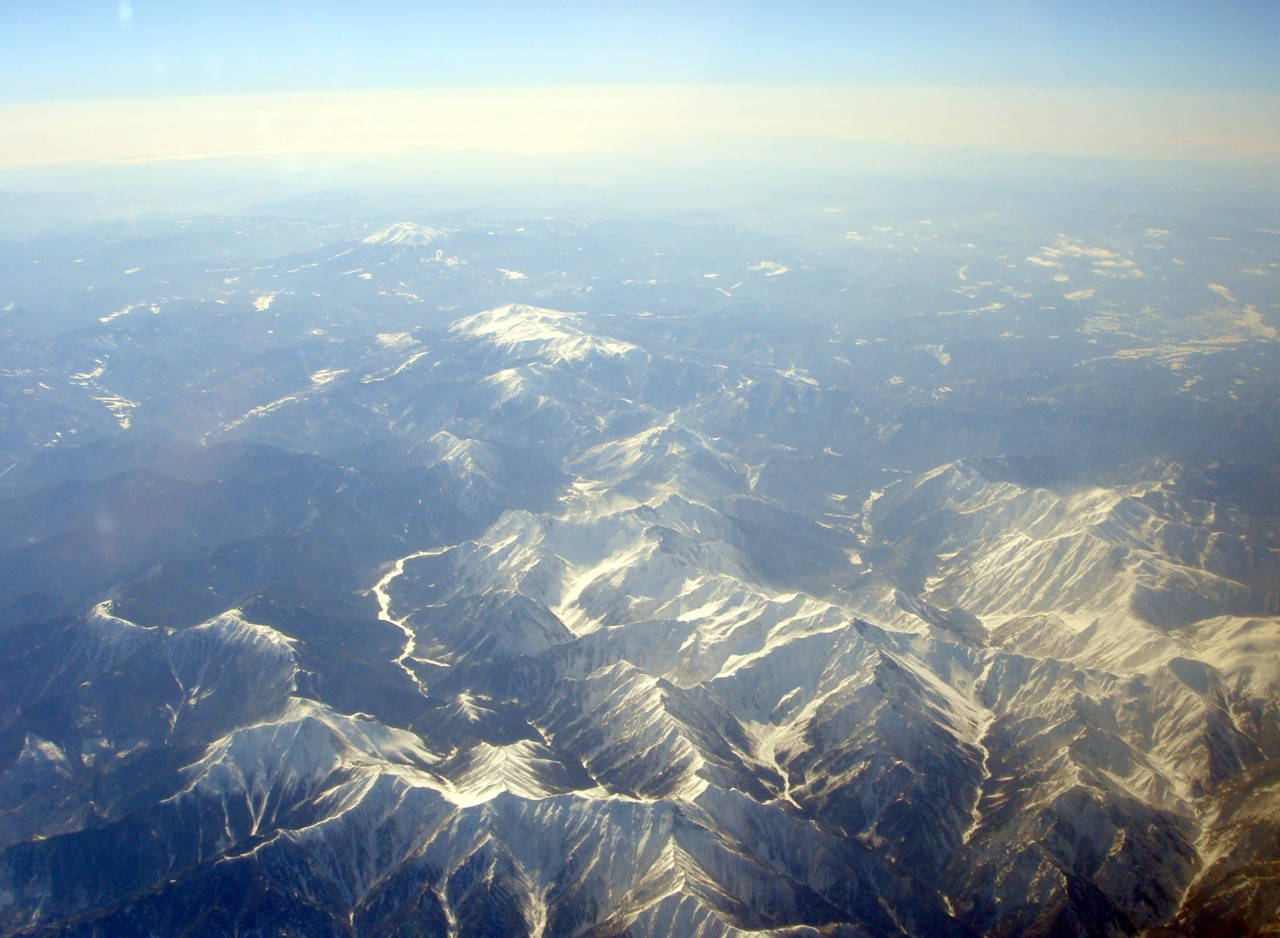
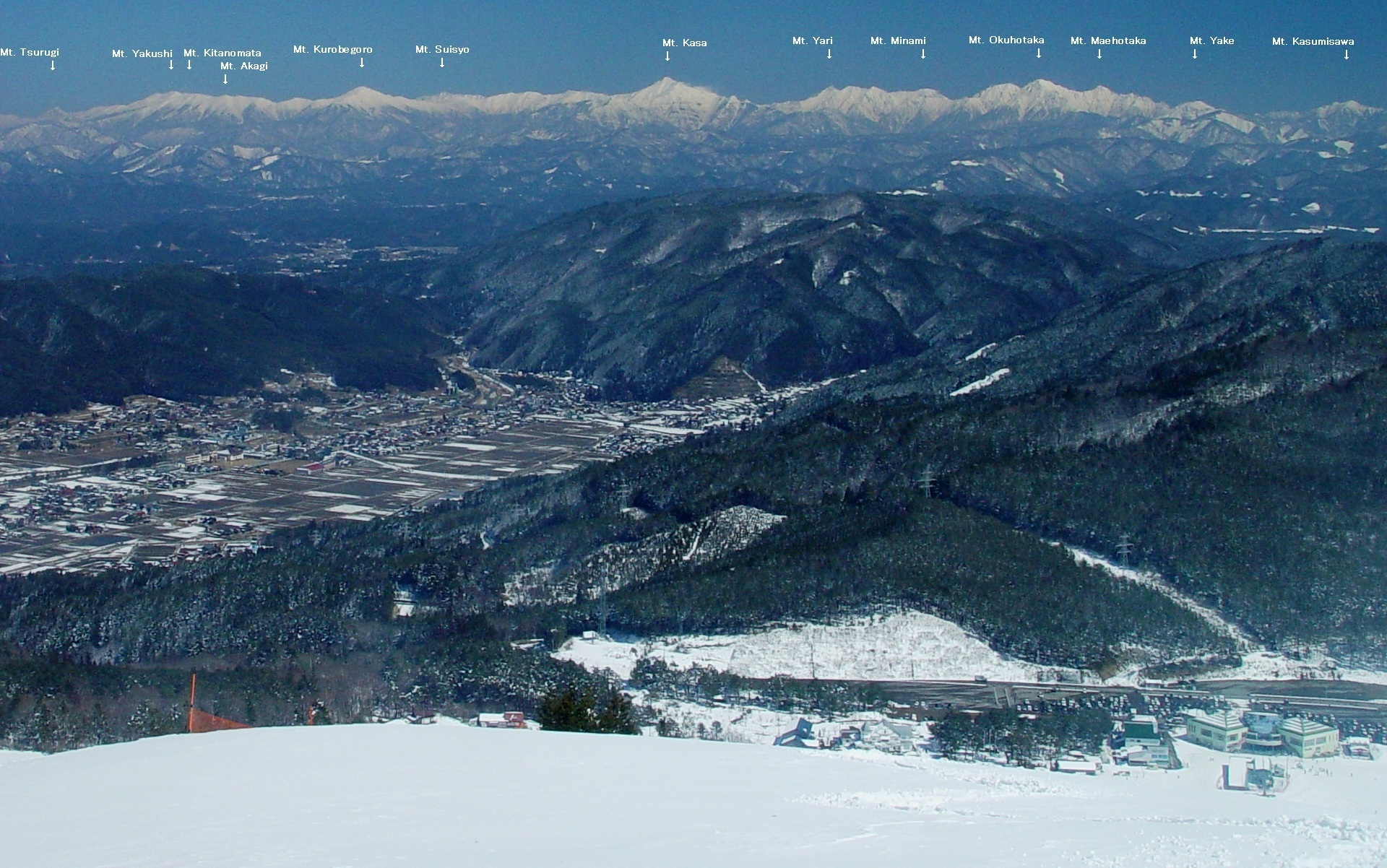
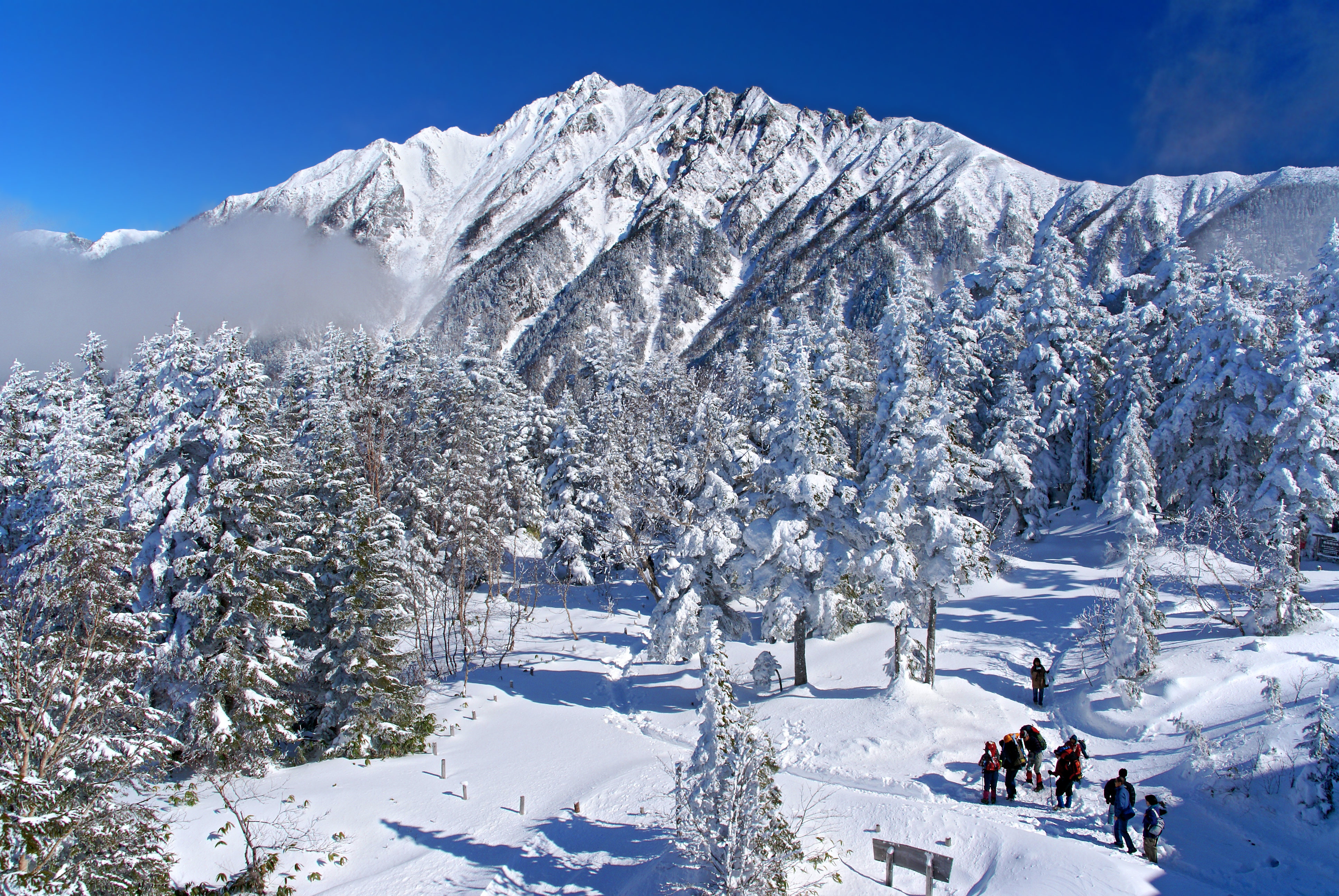
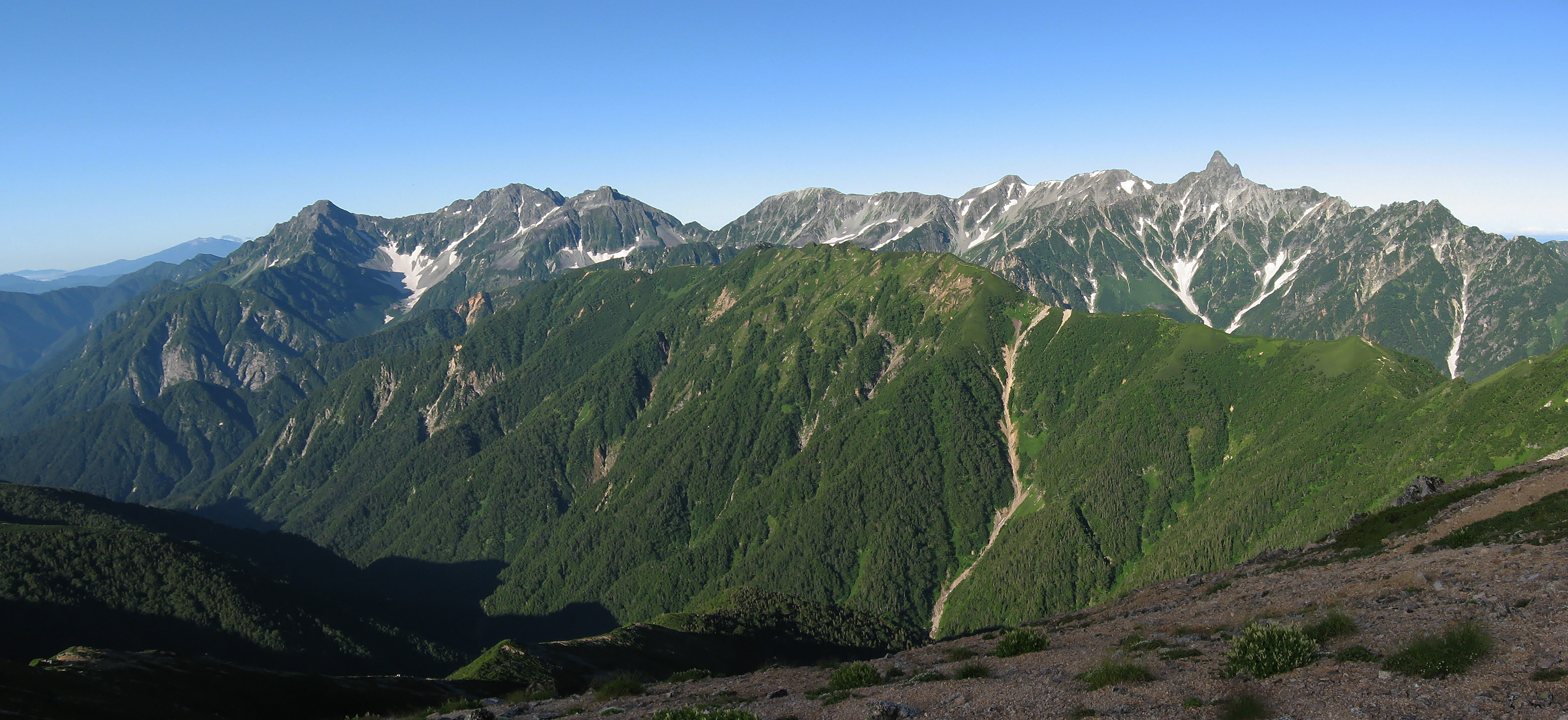
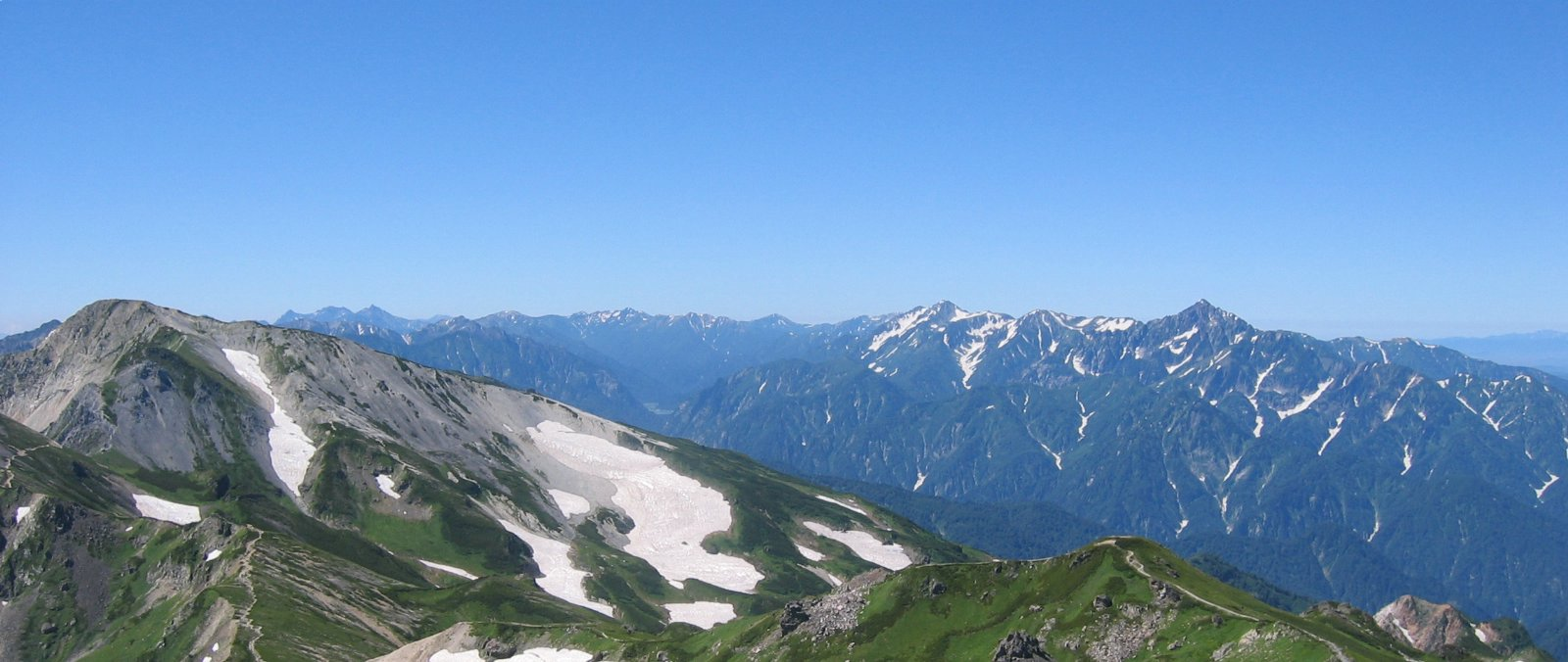